# Ulica Tadeusza Kościuszki w Stargardzie
Ulica Tadeusza Kościuszki – ulica w zachodniej części Stargardu, na terenie Przedmieścia Szczecińskiego.
Ulica została wytyczona w okresie międzywojennym wraz z budową osiedla mieszkalnego dla pracowników Warsztatów Kolejowych. Zabudowę mieszkalną stanowią głównie 2- i 3-kondygnacyjne przedwojenne budynki. Przed wojną ulica nosiła nazwę Preußenweg (Pruska), a w okresie PRL – Armii Ludowej. Obecną nazwę zyskała na początku lat 90. XX w.
Przy ul. T. Kościuszki znajdują się:
- park Stefana Batorego,
- Stary Cmentarz Komunalny,
- Centrum Handlowe Tęcza,
- ogrody działkowe „Owoc naszej pracy”.

Ulicą biegną linie autobusowe MZK o numerach: 8, 9, 18 i 23.